# Люк Фокс

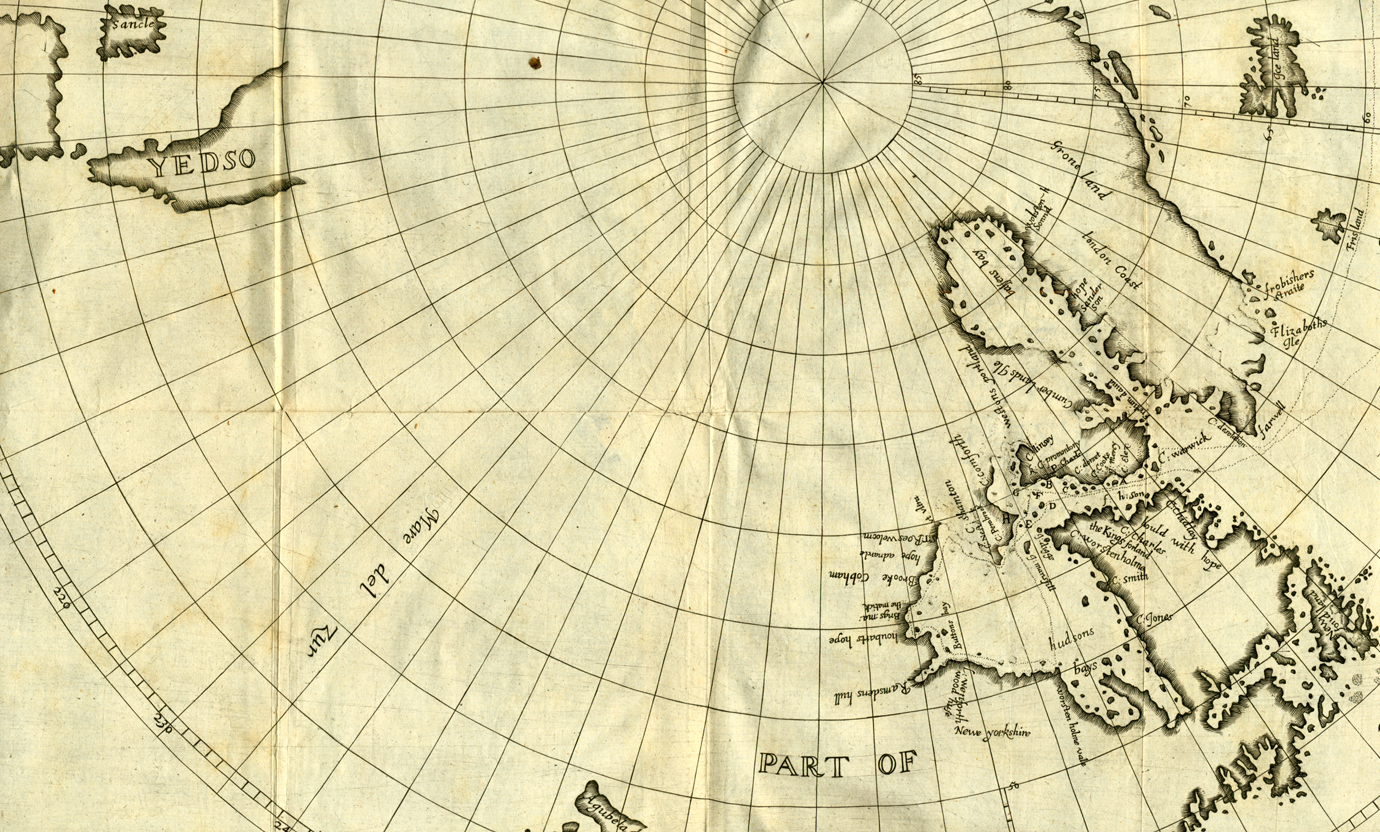
Мапа північної Канади, складена Л.Фоксом

Люк Фокс (англ. Luke Fox, Luke Foxe; 20 жовтня 1586 — 15 липня 1635) — англійський дослідник, що відкрив Північно-Західний прохід навколо Північної Америки. 1631 року він розпочав свою подорож із Гудзонової затоки, проплив повз західні береги Баффінової Земля та острови Канадського Арктичного архіпелагу. 
На його честь було названо 27 географічних об'єктів, 8 з яких і нині несуть його ім'я. У його команді був його друг та спонсор сер Томас Ро, на честь якого Фокс назвав протоку Рос-Велком.